# Lilium bakerianum
Lilium bakerianum är en liljeväxtart som beskrevs av Collett och William Botting Hemsley. Lilium bakerianum ingår i släktet liljor, och familjen liljeväxter.

## Underarter
Arten delas in i följande underarter:
- L. b. aureum
- L. b. bakerianum
- L. b. delavayi
- L. b. rubrum
- L. b. yunnanense

## Bildgalleri

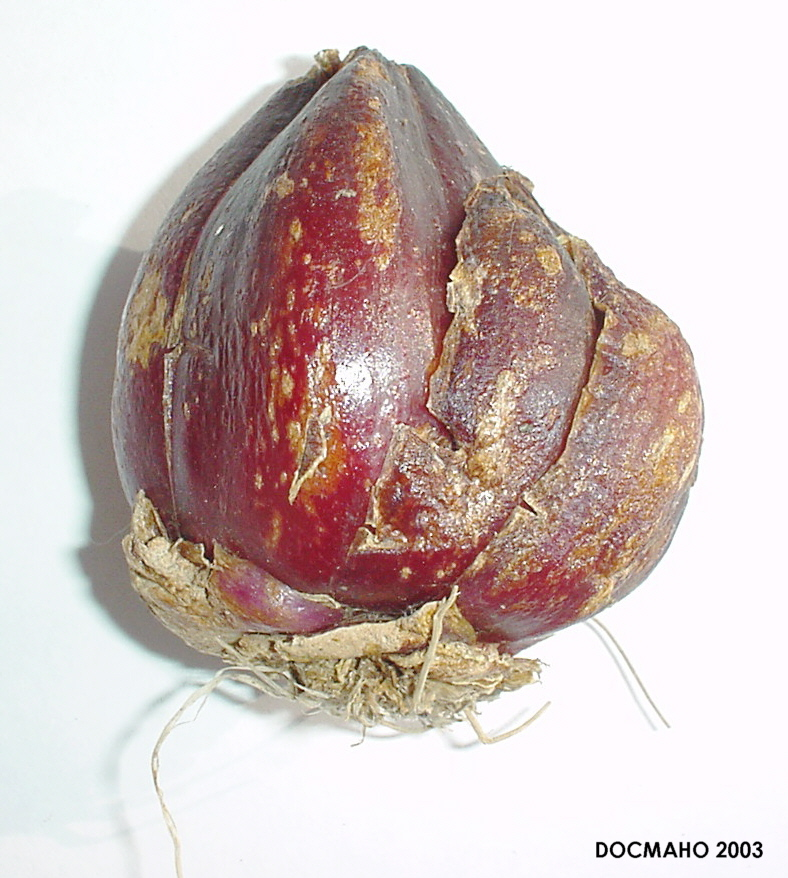